# بلقلاوة
بَلَقْلَاوَة أو بَالَقْلَوَة أو بالاكلافا[بحاجة لمصدر] (سميت باللغة التركية العثمانية) مدينة أوكرانية في شبه جزيرة القرم دُمجت في سيفاستوبول إبان العهد السوفييتي.

## التاريخ
اشتهرت بمعركة بالاكلافا.

## المعالم
بها قاعدة عسكري لها أنفاق تسمح بدخول الغواصات النووية في بطن الجبل، وبنيت لتسمح أيضا باحتماء السكان فيها حال نشوب حرب نووية.

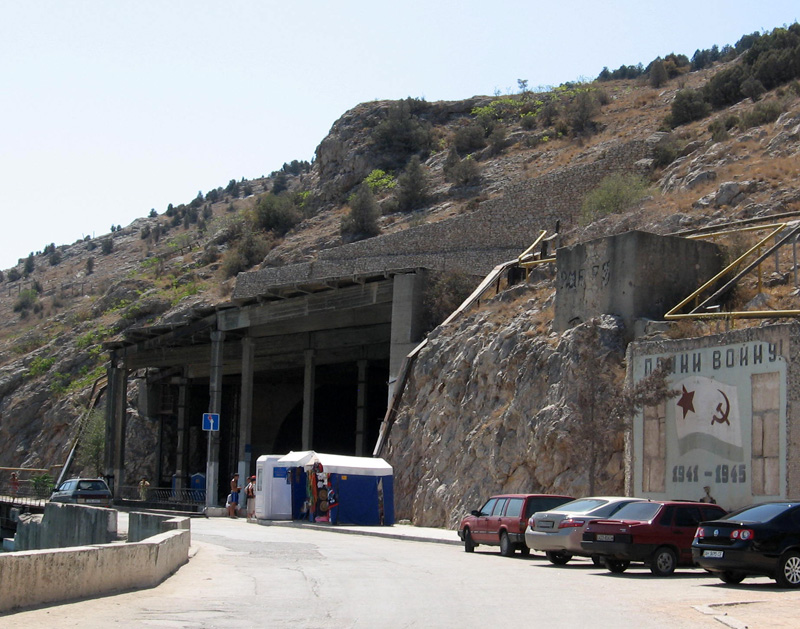
مدخل القاعدة
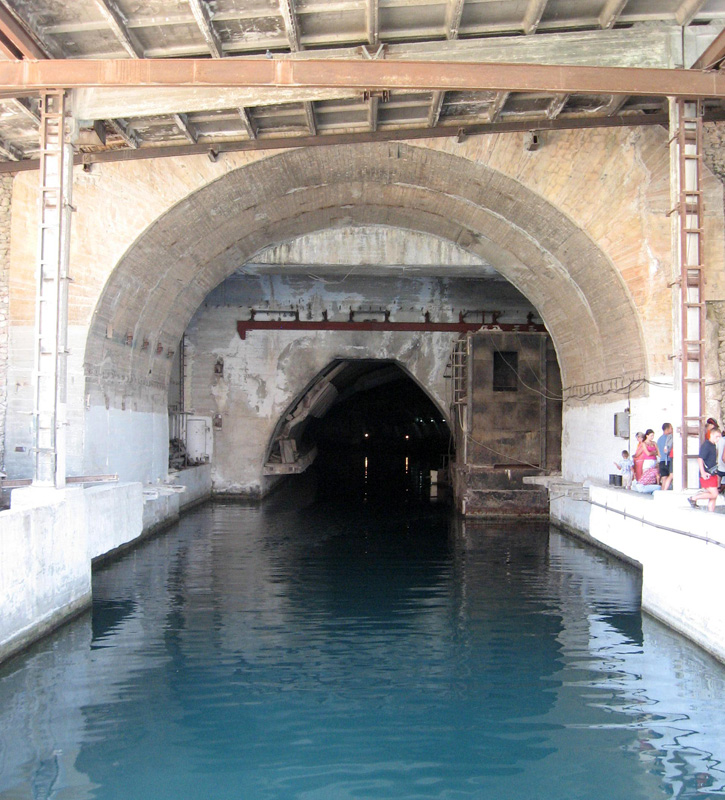
أحد أنفاق الغواصات